# David Warga
David Warga (..., ..-..-....) is een Amerikaans pokerdeler en -speler. Hij won onder meer het $500 Casino Employees Limit Hold'em-toernooi van de World Series of Poker 2002 (goed voor een hoofdprijs van $47.300,-) en het 1.500 Seven Card Stud Hi/Lo 8-toernooi van de World Series of Poker 2010 (goed voor $208.682,-). Daarmee was hij de eerste speler ooit die zowel het jaarlijkse, alleen voor casinopersoneel toegankelijke evenement als een open toernooi van de World Series of Poker (WSOP) won.
Warga verdiende tot en met juni 2014 meer dan $300.000,- in pokertoernooien, cashgames niet meegerekend.

## Wapenfeiten
Warga was oorspronkelijk pokerdeler ('dealer') in het Casino Arizona. Na zijn titel in het personeelstoernooi van de WSOP 2002, gebruikte hij een deel van zijn prijzengeld om deel te nemen aan andere pokertoernooien. Daarnaast ging hij ook op internet spelen.
Het personeelstoernooi dat Warga op de World Series of Poker 2002 won, was ook het eerste WSOP-toernooi waarin hij zich in het prijzengeld speelde. Het was niettemin het begin van een serie voor hem. De titel die hij op de World Series of Poker won met Seven Card Stud Hi/Lo 8 was zijn vijfde WSOP-cash, hoewel de eerste in een andere discipline dan Texas Hold 'em. Waar hij in het personeelstoernooi nog 271 tegenstanders versloeg, moest hij nu ook 643 opponenten voorblijven, waaronder meervoudig WSOP-winnaars als Brandon Cantu, Dutch Boyd, Scott Clements en Phil Ivey. Op de World Series of Poker 2011 bereikte Warga opnieuw de finaletafel van het $1.500 Seven Card Stud Hi/Lo 8-toernooi. Ditmaal eindigde hij als negende.

## WSOP-titel
| Jaar                       | Toernooi                             | Prijs      |
| -------------------------- | ------------------------------------ | ---------- |
| World Series of Poker 2002 | $ 500 Casino Employees Limit Hold'em | $47.300,-  |
| World Series of Poker 2010 | $1.500 Seven Card Stud Hi/Lo 8       | $208.682,- |